# Potenciální supervelmoc

Supervelmoci
Spojené státy americké Potenciální supervelmoci
Brazílie •
Čína •
EU •
Indie •
Rusko

Potenciální supervelmoc je stát, či jiné uskupení o kterém se spekuluje, že je – nebo má potenciál se brzy stát – supervelmocí. Za jedinou supervelmoc jsou ve 21. století považovány Spojené státy americké, nicméně ty již nejsou jedinou nespornou přední supervelmocí a jedinou světovou hypervelmocí, která dominuje ve všech oblastech (tj. vojenské, kulturní, ekonomické, technologické, diplomatické).
Od 90. let 20. století jsou Brazílie, Čína, Evropská unie, Indie a Rusko, označovány za potenciální supervelmoci. Za tu bylo dříve považováno i Japonsko a to díky svému vysokému ekonomickému růstu. Její status potenciální velmoci však od 90. let erodoval v důsledku stárnutí populace a ekonomické stagnace.

## Srovnání
| Stát / Unie   | Populace      | Rozloha (km2) | HDP (nominální)   | HDP (nominální)    | HDP (PPP)         | HDP (PPP)          | Válečná síla (nižší je silnější) | Výdaje na armádu (v miliardách $) | HDI                  | Právo veta v RB OSN |
| Stát / Unie   | Populace      | Rozloha (km2) | (v milionech USD) | na obyvatele (USD) | (v milionech USD) | na obyvatele (USD) | Válečná síla (nižší je silnější) | Výdaje na armádu (v miliardách $) | HDI                  | Právo veta v RB OSN |
| ------------- | ------------- | ------------- | ----------------- | ------------------ | ----------------- | ------------------ | -------------------------------- | --------------------------------- | -------------------- | ------------------- |
| USA           | 332 632 918   | 9 525 067     | 25 035 164        | 68 309             | 22 675 271        | 75 180             | 0,0712                           | 778,0                             | 0,926 (velmi vysoké) | ano                 |
| Čína          | 1 411 778 724 | 9 596 961     | 18 321 197        | 11 819             | 26 656 766        | 21 291             | 0,0722                           | 252                               | 0,761 (vysoké)       | ano                 |
| Evropská unie | 447 706 209   | 4 233 262     | 17 127 535        | 38 256             | 20 918 062        | 53 960             | –                                | 186                               | 0,911 (velmi vysoké) | ano (Francie)       |
| Indie         | 1 400 625 899 | 3 287 263     | 3 468 566         | 2 480              | 10 207 290        | 8 293              | 0,1025                           | 72,9                              | 0,645 (střední)      | ne                  |
| Rusko         | 146 171 015   | 17 125 191    | 2 133 092         | 11 654             | 4 328 122         | 31 967             | 0,0714                           | 61,7                              | 0,824 (velmi vysoké) | ano                 |